# Lacy Pool
Lacy Pool ist ein Jazzalbum von Uwe Oberg, Christof Thewes und Michael Griener, das der Musik von Steve Lacy gewidmet ist. Die 2006 im Loft, Köln, entstandenen Aufnahmen erschienen 2009 auf HatHut Records.

## Hintergrund
Die auf dem Piano gespielten Coverversionen der Kompositionen des Sopransaxophonisten Steve Lacy wurden ohne die Verwendung eines Saxophons zustande gebracht, ähnlich wie Lacys Interpretationen von Kompositionen de Pianisten Thelonious Monk ohne Klavier gespielt wurden. Mit dem Album Lacy Pool 2 (2017) setzte Oberg sein Lacy-Projekt in veränderter Besetzung mit Rudi Mahall (Klarinetten) und Michael Griener fort.

## Titelliste
- Uwe Oberg, Christof Thewes, Michael Griener: Lacy Pool (hatOLOGY 677)[3]
  1. Stamps, 7:31
  2. The Crust, 4:29
  3. Blinks, 2:37
  4. After Hemline (Christof Thewes, Michael Griener, Uwe Oberg), 7:44
  5. The Dumps, 4:55
  6. Flakes, 4:54
  7. The Whammies!, 6:00
  8. Retreat, 4:59
  9. Tarte (Christof Thewes, Michael Griener, Uwe Oberg), 4:47
  10. Raps, 2:11

Wenn nicht anders vermerkt, stammen die Kompositionen von Steve Lacy. Die beiden Gruppenkompositionen enthalten die Lacy-Stücke Hemline bzw. Art.

## Rezeption
Der Pianist Uwe Oberg, der Schlagzeuger Michael Griener und der Posaunist Christof Thewes hätten sich zu Lacy Pool zusammengeschlossen, einer Gruppe, die sich der Neuinterpretation und sogar Neuerfindung einiger von Lacys besten Kompositionen verschrieben habe, während sie einige ihrer eigenen hinzufügte, schrieb Michael G. Nastos, der dem Album in AllMusic vier Sterne verlieh. Ohne ein Sopransaxophon diene Thewes' verschwommen [gespieltes], Töne dehnendes Blechblasinstrument auf überzeugende Weise als Lead-Instrument, das die Ex-Lacy-Instrumentalisten George Lewis oder Roswell Rudd ziemlich stolz machen dürfte. Oberg sei zwar nicht Bobby Few, Mal Waldron, Misha Mengelberg oder Cecil Taylor – ehemalige Mitarbeiter Lacys – aber er müsse es nicht sein, um sich von den unendlichen Möglichkeiten seiner Musik inspirieren zu lassen. Dieser erfrischende und innovative, zukunftsorientierte Blick auf die Musik Steve Lacys sei ebenso einfallsreich wie entzückend, eine großartige Idee, verpackt in abstrakte Bänder und Schleifen, die ein zufriedenstellendes Hörerlebnis bieten sollte, unabhängig von der Ausrichtung des Hörers hinsichtlich kreativer und improvisierter Musik.

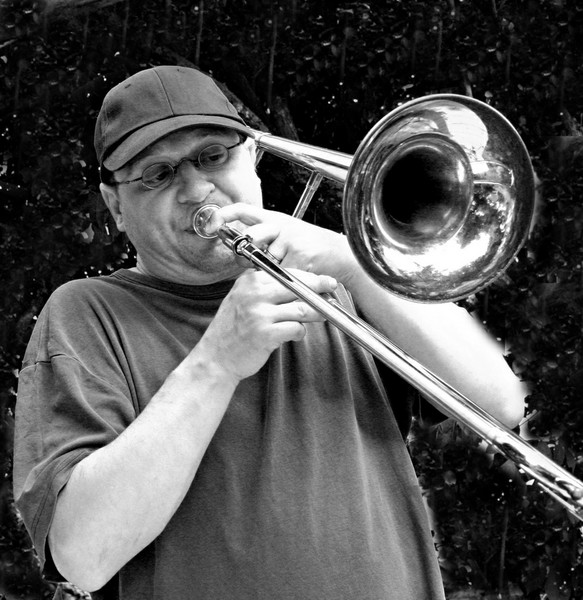
Christof Thewes bei einem Auftritt auf dem Jazzfestival St. Ingbert 2006

Die Session habe die Anmutung der Hardbop-Coverband News for Lulu (Hatology, 1987) mit dem Saxophonisten John Zorn, dem Posaunisten George Lewis und dem Gitarristen Bill Frisell, schrieb Marc Corroto in All About Jazz. Die Befreiung des Trios von einem Saxophon würde eine neue Interpretation der Musik ermöglichen, behalte aber den Einfluss Lacys. Obergs Aufgabe, eine bestimmte Musik (die von Lacy) in den Kreis dieses Trios einzupassen, beschwöre mehrere musikalische Kreise der Jazzgeschichte herauf, notierte Mark Corroto. Lacy hatte bei seinen klavierlosen Coverversionen von Monk-Material die Posaune von Roswell Rudd verwendet; hier verzichte Thewes’ Posaune auf die Präzision eines Sopransaxophons und führe Lacys Karriere über Sidney Bechet hinaus zu älteren Musikern des frühen Jazz, so Corroto. Die Schlichtheit von The Dumps sei zugleich durch und durch modern, könnte aber aus dem frühen 20. Jahrhundert stammen. die Interpretation des Trios von Blinks offenbare den Einfluss von Lacys Monk-Interpretationen und liefere einen winkligen musikalischen Ansatz mit scharfer Ökonomie der Präsentation. Dasselbe gelte auch für die Erweiterung von Lacys Hemline zu After Hemline.
Ebenfalls in All About Jazz schrieb Glenn Astarita, die drei versierten europäischen Jazzmusiker würden eine ziemlich majestätische Mischung aus Songform und Improvisation vermitteln, wenn sie Werke des großartigen Sopransaxophonisten Steve Lacy covern. Dabei hatten sich Oberg, Thewes und Griener diesem Album aus einer Denkweise heraus angenähert, die Vergleiche mit Lacys Original-Auftritten eliminiere, um vielmehr einen angemesseneren Weg für das Hörerlebnis zu finden. Ohne einen Saxophonisten und Bassisten würde das Klavier-Posaune-Schlagzeug-Format ein durchdringendes und manchmal abweichendes musikalisches Klima bieten, in dem traditionellere Neigungen das Gegenteil beweisen könnten, doch die Musiker würden hier stets die richtige Mischung schaffen. Mit Elementen von Witz und Pathos hätten sie den Topf mit blitzenden Unisono-Refrains und ausgleichenden Bewegungen um gerührt. Die sei Musik, die mit einer energiegeladenen Kette von Flows und höchst fantasievollen Überzeugungen gefüllt sei, so Astaritas Resümee, gewürzt mit der persönlichen Vorstellung der Instrumentalisten von Lacys Aura und zeitlosem Erbe.
Ein weiterer kurioser Aspekt dieser Musik sei das langsame und beeindruckende Auftauchen der Musik von Thelonious Monk, Duke Ellington und Igor Strawinsky, die in Steve Lacys Komposition so grundlegend sei, in einem Spiel von Reflexen (deutlich wahrnehmbar in der Sensibilität eines außergewöhnlichen Uwe Oberg), Intervallen, Schräglagen, hieß es in der italienischen Ausgabe von All About Jazz. The Crust zum Beispiel spiele merklich mit Take the “A” Train, dies mit großer Frische, Feinheit und Originalität. So seien die Entscheidungen des Trios zur konzeptionellen Neuorganisation positiv überraschend im Vergleich zu Steve Lacys Kompositionen. Beim Thema The Whammies! zum Beispiel würden sich Klavier und Posaune stark überlagern, als ob sie in einigen Punkten eine einzige Melodielinie wären oder in anderen einander aus dem Gleichgewicht bringen würden. Im Ergebnis sei, manchmal natürlich weniger unruhig wie Lacys Original, aber dafür nicht weniger tiefgründig. Im Ergebnis sei dies unerwartet und interessant, mit nur einer Einschränkung: Wo Lacy unruhig werde und sich mit tief empfundener Sensibilität erhebe, induziere das Trio Oberg-Thewes-Griener einen gewissen Formalismus, was ein kleiner Schönheitsfehler in einem zweifellos interessanten Werk sei.